# Centro Internacional de Imprensa
O Résidence Palace - International Press Center (IPC) é uma instalação, centro e local para jornalistas internacionais localizado em Bruxelas, Bélgica. O IPC foi fundado por uma iniciativa do Governo Federal Belga para melhorar suas capacidades de mídia. É um serviço autônomo da Direção-Geral para Comunicações Externas, que se reporta ao gabinete do Primeiro-Ministro. Está localizado no Bloco-C do Palácio Résidence, um edifício Art Déco da década de 1920, na Rue de la Loi. A localização foi escolhida por sua proximidade com os Ministérios Federais Belgas e instituições da UE. Desde 2017, o assento do Conselho Europeu e do Conselho da União Europeia, frequentado por políticos europeus de alto perfil para cúpulas internacionais, está baseado adjacente às instalações, no edifício Europa. A abertura do centro de imprensa coincidiu com o início da Presidência Belga do Conselho da UE em 2 de julho de 2001.